# Бели Срби
Бели Срби (некрштени) су преци Срба који су се у VII веку доселили на Балканско полуострво. Један број научника смешта „Белу Србију“, прапостојбину Срба на простор око данашње реке Лабе, док се према другима она налазила у западној Украјини.

## Порекло према Спису о народима
У 32. поглављу Списа о народима (или „О управљању царством”), византијски цар Константин VII Порфирогенит наглашава да Срби воде порекло од некрштених Срба, који се називају и Бели, и да су од давнине били насељени с оне стране „Турске“ (данас позната као Мађарска), „у суседству Франачке“.
За владавине византијског цара Ираклија (610-641) два брата су били наследници ранијег владара Белих Срба. Један од њих је „половину народа“ повео на далек пут, у земљу цара Ромеја, где га је Ираклије примио и дозволио да се Срби населе у солунском подручју. Област је добила име Сервија, али се досељеници у њој нису дуго задржали. После извесног времена одлучили су да се врате у своје земље. Међутим, убрзо су се покајали и прешавши Дунав, поново су се обрели на византијској територији. Овог пута им је цар Ираклије доделио простране запустеле крајеве између Саве и планинског масива Динаре. Населили су се у непосредном суседству области насељене Белим Хрватима који су се у VII веку доселили на Балканско полуострво. Ова прича о сеоби Срба има обележје легенде, али се сматра да је у својој основи тачна.
У 31. поглављу Списа о народима, византијски цар Константин наглашава да Хрвати воде порекло од некрштених Хрвата које се зову и Бели. Они су били настањени с оне стране „Турске“, у близини Франачке и граничили су се с некрштеним Србима. Научници су углавном склони да верују да се „Бела Хрватска“, прапостојбина Хрвата, налазила у области око града Кракова. Цар-писац у наставку бележи да су Бели Хрвати као пребеглице стигли код византијског цара Ираклија и да су уз његову сагласност најпре потиснули Аваре, а онда се населили на њиховој територији. Тада је Хрватима владао отац кнеза Порге. Међутим у 30. поглављу Списа о народима, Константин Порфирогенит доноси унеколико другачију причу о досељавању Хрвата, која садржи елементе народне традиције. Од Белих Хрвата се наводно одвојио један род—петоро браће и две сестре (Клукас, Ловелос, Косениц, Мухло, Хрват, Туга и Буга) -- дошао у Далмацију, поразио Аваре и овладао њиховом земљом. Притом се не помиње било каква улога цара Ираклија. Модерни историчари дају предност другој верзији.

## Име
Према Повести минулих лета, једном од најстаријих словенских основних извора, Срби су тако названи по области коју су населили. Реч Бели у имену Белих Срба је везан за начин обележавања страна света код Старих Словена, они су север обележавали белом, запад црвеном, југ црном и исток зеленом бојом, отуда у имену Белих Срба реч Бели има значење северни.